# Roll position
La Roll Position es una posición usada en fisioterapia para hacer determinados estiramientos.

## Descripción
Paciente en decúbito lateral, la cabeza debe estar alineada con el resto de la columna vertebral. Para ello debe descansar sobre una almohada. La pierna que está en contacto con la camilla debe ser una prolongación de la columna vertebral, la otra pierna debe estar en semiflexión de cadera y rodilla, estando esta última apoyada sobre la camilla.
- Datos: Q6111293